# Allan Banegas
Allan Banegas (4 de outubro de 1993) é um futebolista profissional hondurenho que atua como meia, atualmente defende o CD Marathón.

## Carreira

### Rio 2016
Allan Banegas integrou o elenco da Seleção Hondurenha de Futebol nas Olimpíadas de 2016, que ficou na quarta posição.